# Nagoum Yamassoum
Nagoum Yamassoum (* 1954) war von 1999 bis 2002 Premierminister des Tschad.

## Politische Laufbahn
Er wurde am 13. Dezember 1999 Premierminister unter dem seit 1990 regierenden Präsidenten Idriss Déby. Zuvor war er Präsident des am 29. April 1999 gebildeten Verfassungsgerichtes (Conseil constitutionell). In diesem Amt wurde am 6. Januar 2000 der spätere Premierminister Pascal Yoadimnadji sein Nachfolger. Er gehört zur Partei Mouvement Patriotique du Salut (MPS), die die Parlamentswahlen am 21. April 2002 gewann.
Er trat am 12. Juni 2002 von seinem Amt als Regierungschef zurück. Während der Amtszeit des Premierministers Moussa Faki wurde er am 25. Juni 2003 Außenminister sowie Minister für Afrikanische Integration und stellvertretender Regierungschef bis zu einer Regierungsumbildung am 7. August 2005. Während seiner Zeit als Außenminister bemühte er sich um internationale Hilfe für die rund 130.000 Flüchtlinge, die wegen des Konflikts in Darfur vom Sudan in den Tschad geflüchtet sind. Mehrfach war er an Vermittlungsgesprächen zwischen den dortigen Konfliktparteien beteiligt.